# Liste des distinctions de Christopher Nolan

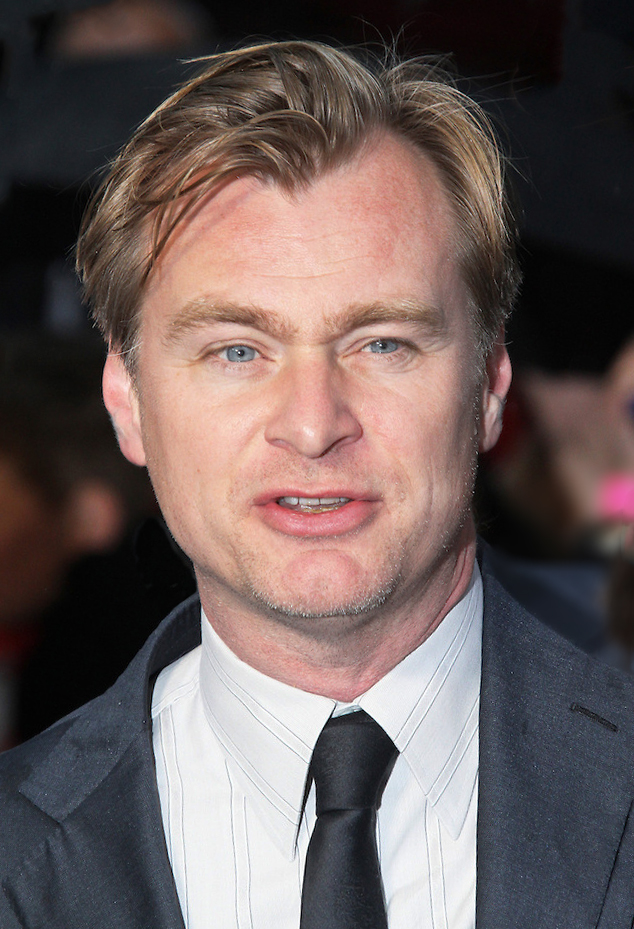
Christopher Nolan en mai 2013

Cette page contient les récompenses et nominations de Christopher Nolan durant sa carrière.
En 2024, il reçoit deux Oscars du meilleur film et du meilleur réalisateur pour Oppenheimer.

## AFI Awards
| Année | Catégorie                    | Film    | Résultat   | Ref.  |
| ----- | ---------------------------- | ------- | ---------- | ----- |
| 2001  | AFI Movie of the Year        | Memento | Nomination | [ 1 ] |
| 2001  | AFI Screenwriter of the Year | Memento | Lauréat    | [ 2 ] |

## BAFTA Awards
| Année | Catégorie                  | Film        | Résultat   | Ref.  |
| ----- | -------------------------- | ----------- | ---------- | ----- |
| 2010  | Meilleur Film              | Inception   | Nomination | [ 3 ] |
| 2010  | Meilleur Réalisateur       | Inception   | Nomination | [ 3 ] |
| 2010  | Meilleur Scénario Original | Inception   | Nomination | [ 4 ] |
| 2024  | Meilleur Réalisateur       | Oppenheimer | Lauréat    | [ 5 ] |

## César
| Année | Catégorie              | Film                           | Résultat   | Ref.  |
| ----- | ---------------------- | ------------------------------ | ---------- | ----- |
| 2011  | Meilleur film étranger | Inception                      | Nomination |       |
| 2018  | Meilleur film étranger | Dunkerque                      | Nomination |       |
| 2024  | Meilleur film étranger | Oppenheimer                    | Nomination |       |
| 2024  | César d'honneur        | Pour l'ensemble de sa carrière | Lauréat    | [ 6 ] |

## Critics' Choice Movie Awards
| Année | Catégorie                  | Film            | Résultat   | Ref.  |
| ----- | -------------------------- | --------------- | ---------- | ----- |
| 2001  | Meilleur film              | Memento         | Nomination | [ 7 ] |
| 2001  | Meilleur scénario original | Memento         | Lauréat    | [ 7 ] |
| 2008  | Meilleur film              | The Dark Knight | Nomination | [ 8 ] |
| 2008  | Meilleur réalisateur       | The Dark Knight | Nomination | [ 8 ] |
| 2008  | Meilleur film d'action     | The Dark Knight | Lauréat    | [ 8 ] |
| 2010  | Meilleur film              | Inception       | Nomination | [ 9 ] |
| 2010  | Meilleur réalisateur       | Inception       | Nomination | [ 9 ] |
| 2010  | Meilleur scénario original | Inception       | Nomination | [ 9 ] |
| 2010  | Meilleur film d'action     | Inception       | Lauréat    | [ 9 ] |

## Golden Globes
| Année | Catégorie                | Film        | Résultat   | Réf    |
| ----- | ------------------------ | ----------- | ---------- | ------ |
| 2001  | Meilleur scénario        | Memento     | Nomination | [ 10 ] |
| 2010  | Meilleur film dramatique | Inception   | Nomination | [ 11 ] |
| 2010  | Meilleur réalisateur     | Inception   | Nomination | [ 11 ] |
| 2010  | Meilleur scénario        | Inception   | Nomination | [ 11 ] |
| 2024  | Meilleur film dramatique | Oppenheimer | Lauréat    |        |
| 2024  | Meilleur réalisateur     | Oppenheimer | Lauréat    |        |
| 2024  | Meilleur scénario        | Oppenheimer | Nomination |        |

## Independent Spirit Awards
| Année | Catégorie            | Film    | Résultat |
| ----- | -------------------- | ------- | -------- |
| 2001  | Meilleur film        | Memento | Lauréat  |
| 2001  | Meilleur réalisateur | Memento | Lauréat  |
| 2001  | Meilleur scénario    | Memento | Lauréat  |

## Italian Online Movie Awards
| Année | Catégorie                  | Film      | Résultat |
| ----- | -------------------------- | --------- | -------- |
| 2011  | Meilleur film              | Inception | Lauréat  |
| 2011  | Meilleur réalisateur       | Inception | Lauréat  |
| 2011  | Meilleur scénario original | Inception | Lauréat  |

## Oscars(Academy Awards)
| Année | Catégorie                           | Film        | Résultat   | Ref.   |
| ----- | ----------------------------------- | ----------- | ---------- | ------ |
| 2002  | Oscar du meilleur scénario original | Memento     | Nomination | [ 12 ] |
| 2011  | Oscar du meilleur scénario original | Inception   | Nomination | [ 13 ] |
| 2011  | Oscar du meilleur film              | Inception   | Nomination | [ 13 ] |
| 2018  | Oscar du meilleur réalisateur       | Dunkerque   | Nomination | [ 14 ] |
| 2018  | Oscar du meilleur film              | Dunkerque   | Nomination | [ 14 ] |
| 2024  | Oscar du meilleur réalisateur       | Oppenheimer | Lauréat    |        |
| 2024  | Oscar du meilleur film              | Oppenheimer | Lauréat    |        |
| 2024  | Oscar du meilleur scénario adapté   | Oppenheimer | Nomination |        |

## Saturn Awards
| Année | Catégorie                                                       | Film            | Résultat   |
| ----- | --------------------------------------------------------------- | --------------- | ---------- |
| 2005  | Saturn Award du meilleur film fantastique                       | Batman Begins   | Lauréat    |
| 2005  | Saturn Award de la meilleure réalisation                        | Batman Begins   | Nomination |
| 2005  | Saturn Award du meilleur scénario                               | Batman Begins   | Lauréat    |
| 2008  | Saturn Award du meilleur film d'action, d'aventures ou thriller | The Dark Knight | Lauréat    |
| 2008  | Saturn Award de la meilleure réalisation                        | The Dark Knight | Nomination |
| 2008  | Saturn Award du meilleur scénario                               | The Dark Knight | Lauréat    |
| 2010  | Saturn Award du meilleur film de science-fiction                | Inception       | Lauréat    |
| 2010  | Saturn Award de la meilleure réalisation                        | Inception       | Lauréat    |
| 2010  | Saturn Award du meilleur scénario                               | Inception       | Lauréat    |
| 2015  | Saturn Award du meilleur film de science-fiction                | Interstellar    | Lauréat    |
| 2015  | Saturn Award du meilleur scénario                               | Interstellar    | Lauréat    |